# ジェファーソン・エアプレインの作品
本項では、アメリカ合衆国のロック・バンドであるジェファーソン・エアプレインの作品とメンバーのソロ作品を記す。
ジェファーソン・スターシップの作品についてはジェファーソン・スターシップの作品、スターシップの作品についてはスターシップ_(バンド)#ディスコグラフィを参照されたし。

## シングル
- イッツノーシークレット / ランニン・ラウンド・ジス・ワールド - It's No Secret / Runnin' 'Round This World(Censored Version) (1966年)
- カム・アップ・ザ・イヤーズ / エアプレインのブルース - Come Up the Years / Blues From An Airplane (1966年)
- ブリンギング・ミー・ダウン / レット・ミー・イン - Bringing Me Down / Let Me In (1966年)
- マイ・ベスト・フレンド / 素敵なあの娘 - My Best Friend / How Do You Feel? (1967年) #103 US
- あなただけを / プラスチック・ファンタスティック・ラヴァー - Somebody to Love / Plastic Fantastic Lover (1967年) #5 US
- ホワイト・ラビット / おかしな車 - "White Rabbit" / "She Has Funny Cars" (1967年) #8 US
- サイケデリック・プーネイル / ツー・ヘッド - Ballad of You and Me and Pooneil / Two Heads (1967年) #42 US
- ウォッチ・ハー・ライド / マーサ - Watch Her Ride / Martha (1967年) #61 US
- グリージー・ハート / シェア・ア・リトル・ジョーク - Greasy Heart / Share a Little Joke (1968年) #98 US
- 創造の極致 / イフ・ユー・フィール - Crown of Creation / If You Feel (1968年) #64 US
- プラスチック・ファンタスティック・ラヴァー (ライヴ) / 人生の裏側 (ライヴ) - Plastic Fantastic Lover (live) / Other Side of This Life (live) (1969年) #133 US
- ヴォランティアーズ / ウィ・キャン・ビー・トゥゲザー - Volunteers / We Can Be Together (1969年) #65 US
- メキシコ / ソーサーズ - Mexico / Have You Seen the Saucers? (1970年) #102 US
- 美しさは君の心のなかに / 野生の七面鳥 - Pretty as You Feel / Wild Turkey (1971年) #60 US
- ロング・ジョン・シルヴァー / ミルク・トレイン - Long John Silver / Milk Train (1972年) #102 US
- トライアル・バイ・ファイアー (ライヴ) / トワイライト・ダブル・リーダー - Trial By Fire(live) / Twilight Double Leader (1972年)
- サマー・オブ・ラヴ /  - Summer of Love (1989年) #15 US Adult Contemporary (from the reunion album)
- プレインズ - Planes (1989年) #24 Mainstream Rock Tracks
- トゥルーラヴ - True Love (1989年)

## アルバム

### スタジオ・アルバム
- テイクス・オフ – Jefferson Airplane Takes Off (1966年) - US position: # 128
- シュールリアリスティック・ピロー – Surrealistic Pillow (1967年) - US position: # 3 (Gold)
- アフター・ベイジング・アット・バクスターズ – After Bathing at Baxter's (1967年) - US position: # 17
- 創造の極致 – Crown of Creation (1968年) - US position: # 6 (Gold)
- ヴォランティアーズ – Volunteers (1969年) - US position: # 13 (Gold)
- バーク – Bark (1971年) - US position: # 11
- ロング・ジョン・シルヴァー – Long John Silver (1972年) - US position: # 20
- ジェファーソン・エアプレイン – Jefferson Airplane[注釈 1] (1989年) – US position: # 85

### 公式ライブアルバム
- フィルモアのジェファーソン・エアプレイン – Bless Its Pointed Little Head (1969年) Live – US position: # 17 (Gold)
- サーティ・セカンズ・オーヴァー・ウィンターランド – Thirty Seconds Over Winterland (1973年) Live – US position: # 52
- ライヴ・アット・ザ・フィルモア・イースト (ジェファーソン・エアプレイン) – Live at the Fillmore East [注釈 2](1998年)
- Sweeping Up the Spotlight: Live at the Fillmore East 1969[注釈 3] (2007年)

### アメリカ国外で発売されたライブアルバム
- Live at the Monterey Festival[注釈 4] (1995年)
- フィード・ユア・ヘッド～ライブ'67～'69 – Feed Your Head : Live '67-'69[1] (1996年)
- At Golden Gate Park[注釈 5] (2006年)
- Last Flight[注釈 6] (2007年)
- At The Family Dog Ballroom[注釈 7] (2007年)

### 公式コンピレーション
- ザ・ワースト・オヴ・ジェファーソン・エアプレイン – The Worst of Jefferson Airplane (1970年) - US position: # 12 (Platinum)
- アーリー・フライト – Early Flight[注釈 8] (1974年) – US position: # 110
- 飛行記録‘66-‘77 – Flight Log, 1966–1976[注釈 9] (1977年)  – US position: # 37
- アンソロジー～2400フルトンストリート – 2400 Fulton Street[注釈 10] (1987年)  – US position: # 138
- ジェファーソン・エアプレイン・ラブズ・ユー – Jefferson Airplane Loves You[注釈 11] (1992年)
- Ignition[2][注釈 12] (2001年)

### その他のコンピレーション
- Time Machine (1984年)
- White Rabbit & Other Hits (1990年)
- The Best of Jefferson Airplane (1993年)
- Journey: The Best of Jefferson Airplane[注釈 13] (1996年)
- Through the Looking Glass[注釈 14] (1999年)
- ジェファーソン・エアプレイン・グレイテスト・ヒッツ – The Roar of Jefferson Airplane (2001年)
- Platinum & Gold Collection (2003年)
- Cleared For Take Off (2003年)
- エッセンシャル・ジェファーソン・エアプレイン – The Essential Jefferson Airplane[注釈 15] (2005年)
- The very best of Jefferson Airplane (2007年)

### ジェファーソン・スターシップの楽曲を含むコンピレーション
- Hits[3] (1998年)
- VH1 Behind the Music[4] (2000年)
- Love Songs[5] (2000年)

## メンバーのソロ・アルバム

### マーティ・バリン
- Bodacious DF (1973年)
- Balin (1981年) (includes the AM radio single, "Hearts")– US position: # 35
- Lucky (1983年)
- Better Generation (1991年)
- Freedom Flight (1997年)

### ポール・カントナー/グレイス・スリック
- Sunfighter (1971年) – US position: # 89
- Baron Von Tollbooth & the Chrome Nun[注釈 16] (1973年)  – US position: # 52

### ポール・カントナー
- Blows Against The Empire[注釈 17] (1970年) – US position: # 20
- Planet Earth Rock and Roll Orchestra[注釈 18] (1983年）

### The KBC Band（ポール・カントナー、マーティ・バリン、ジャック・キャサディ）
- KBC Band (1986年) – US position: # 75

### グレイス・スリック
- Manhole (1973年) – US position: # 127
- Dreams (1980年) – US position: # 32
- Welcome to the Wrecking Ball! (1981年) – US position: # 48
- Software (1984年)
- ザ・ベスト・オブ・グレース・スリック – The Best of Grace Slick[注釈 19] (1999年)